# درگرس
درگرس (به آلمانی: Dreggers) یک شهر در آلمان است که در زگه‌برگ واقع شده‌است. درگرس ۶۱ نفر جمعیت دارد.